# Henry Page
Henry Page (ur. 28 czerwca 1841, zm. 7 stycznia 1913) – amerykański polityk związany z Partią Demokratyczną. W latach 1891–1892 był przedstawicielem pierwszego okręgu wyborczego w stanie Maryland w Izbie Reprezentantów Stanów Zjednoczonych.